# Cavité glénoïde
Une cavité glénoïde (ou glène) est une cavité articulaire de certains os, généralement peu profonde voire presque plane, qui reçoit la tête d'un autre os. C'est donc par définition une caractéristique de certaines articulations. 

Elle peut cependant être assez profonde, allant jusqu'à la demi-sphère comme dans l'articulation de la hanche chez de nombreux mammifères, pour être qualifiée de « cavité cotyloïde » c'est-à-dire ressemblant à un bol.
Des os iliaques de grands mammifères (bison, cheval) du Néolithique et notamment du Moustérien, ont été à l'époque façonnés afin d'utiliser leurs cavités glénoïdes comme bols.

## Étymologie
Le mot « glène » est issu du mot grec γλήνη, glếnê, signifiant « cavité ».

## Localisation chez l'humain
Ce terme s'applique pour l'humain à plusieurs os :
- épaule : la cavité glénoïde de la scapula ou omoplate s'articule avec la tête de l'humérus et sa forme particulière, jointe à la présence de ligaments et tendons maintenant la tête de l'humérus dans la cavité de l'omoplate, et d'un labrum assurant l'étanchéité de la cavité[1], lui permettent une grande amplitude ;
- hanche : appelée acetabulum, la cavité glénoïde demi-sphérique de l'os iliaque reçoit la tête du fémur et, également munie d'un labrum, permet elle aussi une grande amplitude de mouvement ;
- poignet : pour l'articulation radio-carpienne, la cavité glénoïde dite anté-brachiale est formée de l'extrémité inférieure de l'os radius et du ligament triangulaire. Sa forme d'ellipse limite les mouvements latéraux mais permet au poignet des mouvements de flexion/extension plus importants. La cavité glénoïde s'articule avec le massif carpien qui s'apparente à un condyle propre ;
- mâchoire : la cavité glénoïde (ou fosse mandibulaire) de l'os temporal est une cavité qui reçoit le condyle de la mandibule (articulation temporo-mandibulaire). Elle est située sur la face inférieure de l'os temporal ;
- colonne vertébrale : les cavités glénoïdes de la vertèbre C1 (Atlas) sont au contact des condyles occipitaux et permettent un mouvement de rotation. Elles sont réniformes et constituent le sommet de la colonne dynamique de la colonne vertébrale formée par l'enchaînement des processus articulaires. On parle plus souvent de surface articulaire supérieure droite et gauche de C1.
- pied : entre le talus (os astragale auparavant) et le naviculaire (os scaphoïde tarsien).
- genou : la cavité glénoïde du tibia s'articule avec la partie distale du fémoral .